# 莫梓维
莫梓维（1996年12月30日—），生于广州市荔湾区，中国男子击剑运动员，2023年亚洲击剑锦标赛男子花剑个人金牌得主和男子花剑团体铜牌得主、2023年世界击剑锦标赛男子花剑团体银牌得主、2024年亚洲击剑锦标赛男子花剑团体金牌得主和男子花剑个人铜牌得主。